# Hyde Park Gate
Hyde Park Gate est une adresse du centre de Londres, en Angleterre.

## Situation et accès
Hyde Park Gate correspond à deux rues parallèles du district de Kensington et du sud de Kensington Gardens. 

## Origine du nom
La rue doit son nom à sa situation près de Hyde Park.

## Historique
Elle est notamment connue pour être le lieu de décès de Winston Churchill. 

## Bâtiments remarquables et lieux de mémoire
- No 9 : Robert Baden-Powell, fondateur du scoutisme
- No 14 : Margaret Kennedy, romancière
- No 17 : Victoria Woodhull, première femme à se présenter à l'élection présidentielle américaine
- No 18 : Jacob Epstein, peintre et sculpteur
- No 22 :
  - Vanessa Bell, peintre
  - Virginia Woolf, écrivain
  - Leslie Stephen, chercheur et écrivain
- No 24 :
  - Nigel Lawson, Chancelier de l'Échiquier de 1983 à 1989
  - Nigella Lawson, journaliste gastronomique
- No 28 : Sir Winston Churchill, Premier ministre du Royaume-Uni
- No 29 : Enid Bagnold, romancier et dramaturge

## Hyde Park Gate dans la littérature
- Vanessa Bell, Thoby Stephen, Virginia Woolf, Le journal de Hyde Park Gate, Collection Bibliothèque étrangère, Mercure de France, 2006.